# Anne Marie Mangor
Anne Marie Mangor, född 12 juni 1781 i Köpenhamn, död 16 maj 1865, var en dansk författare, framför allt av kokböcker.
År 1800 gifte hon sig med juristen Valentin Nicolai Mangor (död 1812). År 1837 gav hon ut Kogebog for smaa Husholdninger, som under lång tid gavs ut i nya upplagor; fram till 1887 i 28 upplagor, de flesta om 3000 exemplar. 1841 gav hon ut tillägget Fortsættelse af Kogebog for smaa Husholdninger. Även Syltebog (1840) gavs ut i många upplagor. 1847 gavs barnkokboken Kogebog for Smaapiger ut, och den översattes även till svenska, där den gavs ut som Kokbok för små flickor (1849).
Under 1864 års dansk-tyska krig skrev hon en Kogebog for Soldaten i Felten, en liten bok som kostnadsfritt delades ut i flera tusen exemplar till danska armén.
Hon skrev även skönlitteratur. År 1843 gav hon ut En Bedstemoders Fortællinger for sine Børnebørn, en samling småhistorier avsedda för barn upp till 10 års ålder, och 1852 Tante Kusine.